# 國映館
國映館（こくえいかん、国映館）は、かつて沖縄県那覇市松尾に存在した映画館。

## データ
- 所在地：沖縄県那覇市松尾2丁目5-5（現在のホテル コレクティブの位置[1]）
開業当時の同市松尾2番地[注 2]
- 運営：國映興業株式会社→株式会社國場組映像事業本部[2]
- 観客定員数（閉館時）
  - 國映館（1階）：544席
  - 國映アカデミー（2階）：270席
  - シネマオスカー（地下1階）：120席

## 歴史

### 世界館から國映館へ
1950年（昭和25年）9月1日、仲山興吉により設立された芝居小屋「世界館」（せかいかん）がその前身。沖縄県内としては「沖縄劇場」に続き戦後2番目・かつ県内初のコンクリート有蓋劇場として完成した。オープン当日の演目は、「松劇団」「大伸座」「寿座」の三劇団による合同芝居『姿三四郎』。同月19日には大映作品『蛇姫道中』を上映。これが世界館初の映画興行となった。
その後1954年（昭和29年）に國場組が世界館の経営権を取得。これを機に改築を行い、1955年（昭和30年）9月1日、関連会社の國映興業による映画館として「國映館」が完成・グランドオープンする。東京の日比谷映画劇場をイメージしたドーム型の屋根と曲面の外観で、国際通りのランドマークとしても親しまれた。1964年（昭和39年）6月26日には、第3代琉球列島高等弁務官を務めたポール・W・キャラウェイの退任を惜しむ送別会が國映館で行われている。

### 複数スクリーンの時代
沖縄が日本に返還（1972年）された1970年代以降は、『ジョーズ』（日本公開1975年）『スター・ウォーズ』（同1978年）、『E.T.』（同1982年）等のメガヒット作を多数輩出。当時の専務は「本土復帰後のインフレで映画料金が約3倍になった」と『キネマ旬報』の記事で述懐している。その『E.T.』ブームの真っ只中にあった1982年（昭和57年）12月25日、地下1階に120席の小劇場「シネマオスカー」を新設。それから2年7か月後の1985年（昭和60年）7月13日には、國映館の2階席部分を改修し「國映アカデミー」を新設。國映館は3スクリーンを有する映画館となった。
1990年（平成2年）1月16日、当時の沖縄三越内にあった沖縄東宝劇場が閉館すると、國映館及び國映アカデミーでもドラえもん映画作品やゴジラシリーズ等の東宝邦画系作品（主に日劇東宝→日劇2系）を上映するようになる。そして同年9月1日、グランドオリオン等を手掛けていたオリオン興業が、当館の運営元であった國映興業と合併したことにより、運営会社が國場組映像事業本部となる。発足当日の琉球新報の全面広告には、当時の國場組社長だった國場幸昇による挨拶文と、同月から年末にかけて公開される映画のイメージビジュアル（『トータル・リコール』『ロッキー5/最後のドラマ』等）が掲載されていた。
1993年（平成5年）4月24日、神奈川県海老名市にワーナー・マイカル・シネマズ海老名（現：イオンシネマ海老名）がオープンして以降、日本国内でシネマコンプレックスが増加。それから4年後の1997年（平成9年）7月12日、國場組は北谷町に県内初のシネコン「ミハマ7プレックス」をオープンさせる。以降も先述の東宝系シリーズ作品や『タイタニック』（1997年）『千と千尋の神隠し』（2001年）等のヒット作を上映してきたが、那覇市おもろまちの大型商業施設「サンエー那覇メインプレイス」内に9スクリーンのシネコン「シネマQ」が2002年（平成14年）10月1日にオープンすることに伴い、國場組は同年9月20日をもって國映館とグランドオリオンをすべて閉館した。國映館の最終上映作品は『タイタニック』で、世界館時代から52年間に及ぶ歴史は、その幕を下ろしたのである。

### 閉館後
閉館から3年8か月を経た2006年（平成18年）5月11日、リサ・パートナーズが國場組と組んで跡地の再開発事業に着手すると発表。建築専門誌「新建築」とのタイアップにより、「公募プロポーザルコンペティション・KOKUEIKAN PROJECT」と題した再開発計画案コンペを実施。同年12月3日の公開ヒアリング・審査を経て応募総数341名の中から設計者が決まり、2010年（平成22年）暮れの完成を目指してテナント募集が行われたものの、募集中に発生したリーマン・ショックや、「シネマQ」移行後も続いていた國場組の映画館事業を関連会社のザ・テラスホテルズに譲渡したこと等の事情も重なり、リサ社との計画は実現せずに終わった。

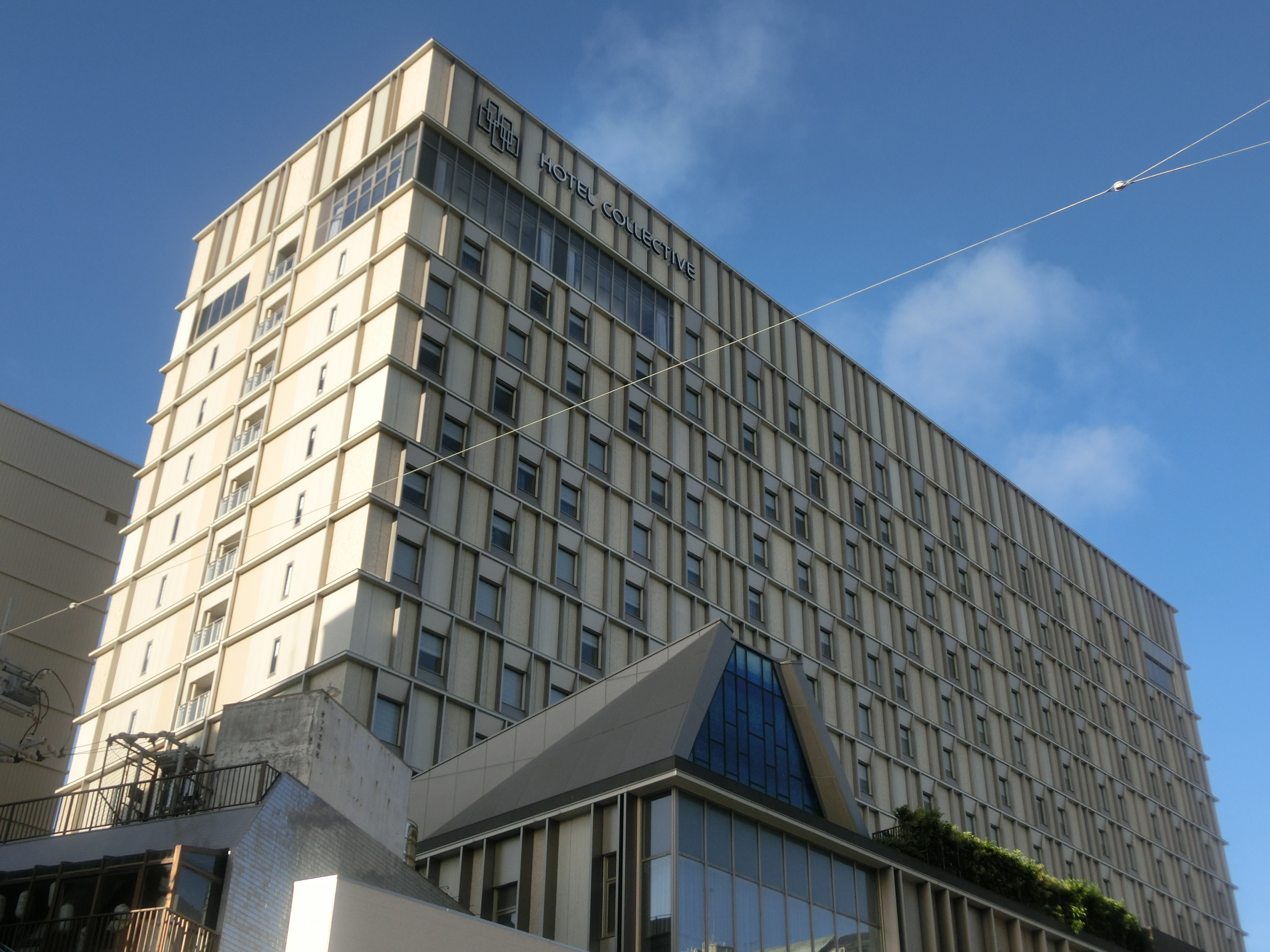
國映館跡地に建設されたホテル コレクティブ（2023年撮影）

國映館の建物は2006年に取り壊され駐車場となっていたが、2014年（平成26年）6月に台湾の大手セメント会社・嘉新水泥（チアシン・セメント）が國映館跡地とその隣接地を21億8,500万円で取得したことが報じられた。2017年（平成29年）11月1日から建築工事が行われ、2020年（令和2年）1月6日、嘉新水泥の関連子会社・嘉新琉球COLLECTIVEが運営する地上13階建ての大型シティホテル「ホテル コレクティブ」がオープンし、現在に至る。